# Frederic Lliurat i Carreras
Frederic Lliurat i Carreras (* 1876 in Barcelona; † 1956 ebenda) war ein katalanischer klassischer Pianist, Musikkritiker, Musiktheoretiker und Komponist. Frederic Lliurat wird der Katalanischen Pianistenschule zugerechnet.

## Leben und Werk
Lliurat begann sein Studium an der Escola Municipal de Música de Barcelona. Bei Joan Baptista Pujol studierte er Klavier und bei Josep Rodoreda i Santigós Harmonie, Kontrapunkt und Komposition. Später setzte er seine Klavierausbildung bei Enric Granados und bei Felip Pedrell fort. Er vertiefte seine Fertigkeiten bei Charles de Bériot in Paris sowie bei Arthur de Greef und Gustave Huberti in Brüssel.
Er lebte neun Jahre in der belgischen Hauptstadt und baute sich eine Karriere als Konzertpianist in Paris, Brüssel und Löwen auf. Er kehrte nach Barcelona zurück. Obwohl in Barcelona und auch in Madrid die Oper als Genre vom Publikum weitaus gefragter war als das Klavierkonzert, weckte er ab 1908 großes Publikumsinteresse für Sinfonie- und Chorkonzerte im Palau de la Música Catalana und im Gran Teatre del Liceu.
Bei einem Unfall verletzte er eine seiner Hände so, dass er zur Aufgabe seiner Pianistenkarriere gezwungen war. 1904 gründete er die "Revista Musical Catalana", deren Chefredakteur er wurde. Er wirkte bei weiteren nationalen und internationalen Musikpublikationen wie "La Veu de Catalunya", "El Poble Català", "La Vanguardia" und bei "Le Monde Musical" mit.
Er verfasste die Abhandlungen La música i els músics (1933) und Teoría de la música (1941). Er wirkte beim Diccionario de la música ilustrado (1927) als Autor mit.
Als Komponist hinterließ er einige Werke, von denen das Orquestra Municipal de Barcelona das Werk Tríptic (Triptychon) (1956) uraufführte.

## Quelle
- Enciclopèdia Catalana: Frederic Lliurat i Carreras. In: Gran Enciclopèdia de la Música. Abgerufen am 17. Oktober 2019 (katalanisch).
- Enciclopèdia Catalana: Frederic Lliurat i Carreras. In: Gran Enciclopèdia de la Música. Abgerufen am 17. Oktober 2019 (katalanisch).